# Visakhapatnam (district)
Visakhapatnam is een district in de Indiase staat Andhra Pradesh. De hoofdstad is Visakhapatnam en het district had 1.959.544 inwoners bij de census van 2011.

## Bestuurlijke indeling
Visakhapatnam is onderverdeeld in 11 mandals.